# Cheruthazham
Cheruthazham è una suddivisione dell'India, classificata come census town, di 26.240 abitanti, situata nel distretto di Kannur, nello stato federato del Kerala. In base al numero di abitanti la città rientra nella classe III (da 20.000 a 49.999 persone).

## Geografia fisica
La città è situata a 12° 04' 52 N e 75° 15' 46 E.

## Società

### Evoluzione demografica
Al censimento del 2001 la popolazione di Cheruthazham assommava a 26.240 persone, delle quali 12.400 maschi e 13.840 femmine. I bambini di età inferiore o uguale ai sei anni assommavano a 2.581, dei quali 1.315 maschi e 1.266 femmine. Infine, coloro che erano in grado di saper almeno leggere e scrivere erano 21.766, dei quali 10.729 maschi e 11.037 femmine.